# Pascal Mendy
Pascal Mendy (Dakar, 11 gennaio 1979) è un ex calciatore senegalese, di ruolo difensore.

## Carriera

### Club
Ha giocato nella prima divisione senegalese, in quella russa, in quella lituana ed in quella bielorussa.

### Nazionale
Tra il 2006 ed il 2008 ha giocato 10 partite nella nazionale senegalese.

## Palmarès

### Club

#### Competizioni nazionali
- Campionato senegalese: 3

Jeanne d'Arc: 2001, 2002, 2003

#### Competizioni internazionali
- Baltic League: 1

FBK Kaunas: 2008